# José Antonio Valdelomar
José Antonio Valdelomar (Fuente el Fresno, Ciudad Real, 1958 - Madrid, 11 de noviembre de 1992) fue un actor español. Realizó una sola película, la coproducción hispanofrancesa Deprisa, deprisa (Carlos Saura, 1981), ganadora ese mismo año del Oso de Oro a la mejor película en el Festival Internacional de Cine de Berlín.
Vecino del barrio de Villaverde Alto de Madrid y adicto a drogas duras, fue reclutado por Saura en un casting para actores no profesionales. Por su papel, cobró una suma de 300.000 pesetas, dinero que invirtió en un negocio familiar de venta de discos que fue a la quiebra.
Después del rodaje y antes del estreno, Valdelomar fue detenido en ocasión de un atraco a mano armada en una sucursal bancaria. Después de pasar varias veces por la cárcel por distintos hechos delictivos, fue encontrado muerto de sobredosis por heroína en noviembre de 1992 en la cárcel de Carabanchel (Madrid), donde se encontraba cumpliendo condena.